# Fibră optică

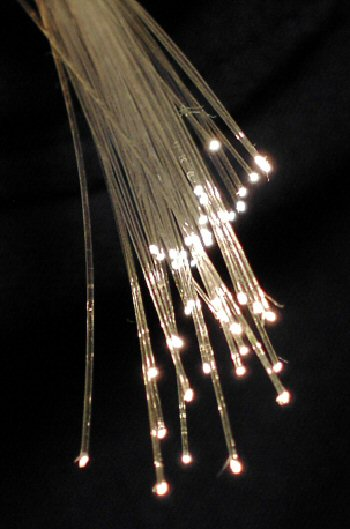
Fibre optice

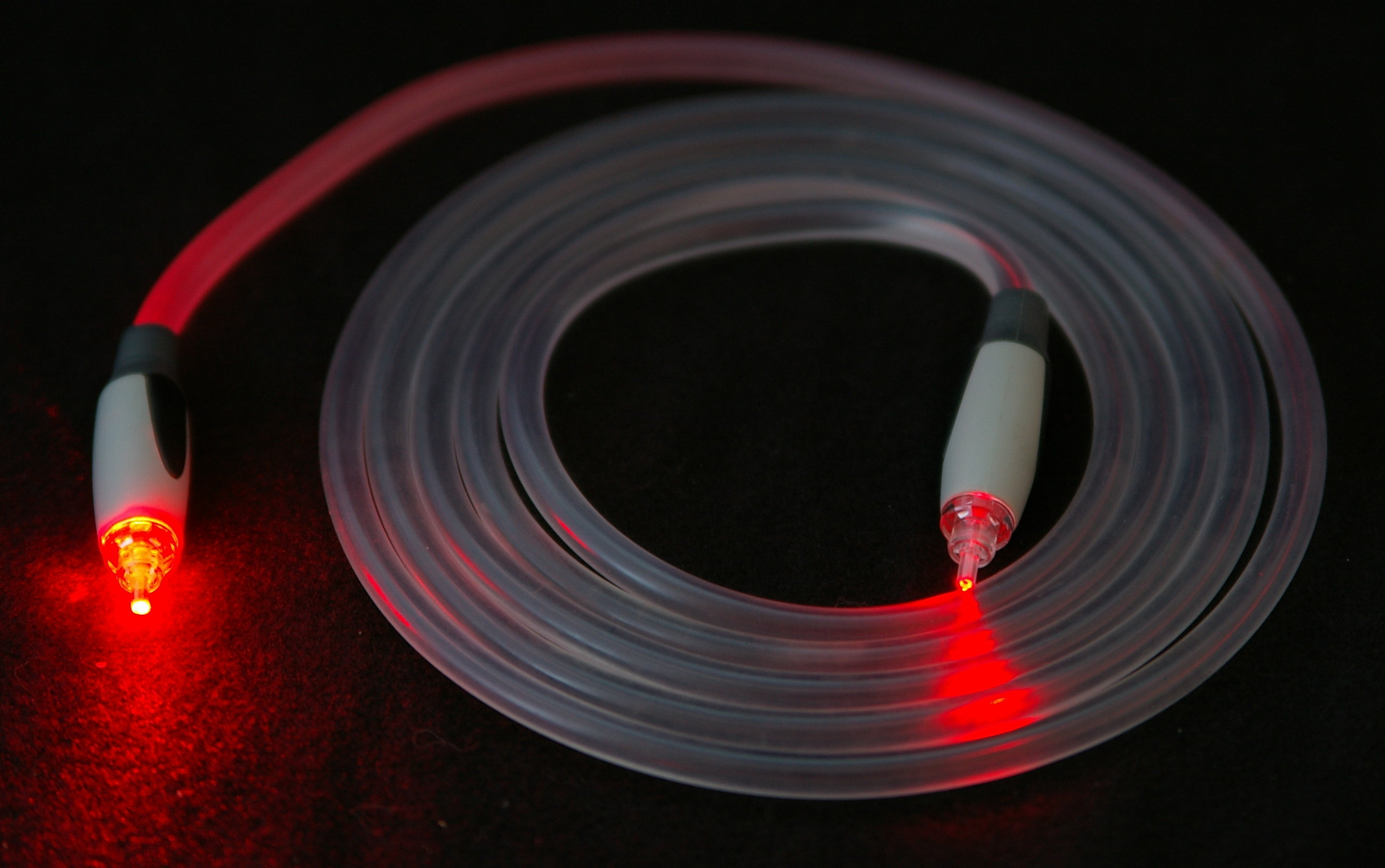
Un cablu audio de fibră optică TOSLINK iluminat la un capăt

Fibra optică este o fibră de sticlă sau plastic care transportă lumină de-a lungul său. Fibrele optice sunt folosite pe scară largă în domeniul telecomunicațiilor, unde permit transmisii pe distanțe mai mari și la lărgimi de bandă mai mari decât alte medii de comunicație. Fibrele sunt utilizate în locul cablurilor de metal deoarece semnalul este transmis cu pierderi mai mici, și deoarece sunt imune la interferențe electromagnetice. Fibrele optice sunt utilizate și pentru iluminat și transportă imagine, permițând astfel vizualizarea în zone înguste. Unele fibre optice proiectate special sunt utilizate în diverse alte aplicații, inclusiv senzori și laseri.
Lumina este dirijată prin miezul fibrei optice cu ajutorul reflexiei interne totale. Aceasta face fibra să se comporte ca ghid de undă. Fibrele care suportă mai multe căi de propagare sau moduri transversale se numesc fibre multimodale (MMF), iar cele ce suportă un singur mod sunt fibre monomodale (SMF). Fibrele multimodale au în general un diametru mai mare al miezului și sunt utilizate în comunicații pe distanțe mai scurte și în aplicații în care trebuie transferată multă putere. Fibrele monomodale se utilizează pentru comunicații pe distanțe de peste 550 m.
Conectarea fibrelor optice una de alta este mai complexă decât cea a cablurilor electrice. Capetele fibrei trebuie să fie atent tăiate, și apoi unite fie mecanic fie prin sudare cu arc electric. Se utilizează conectori speciali pentru conexiuni ce pot fi înlăturate.

## Istoric

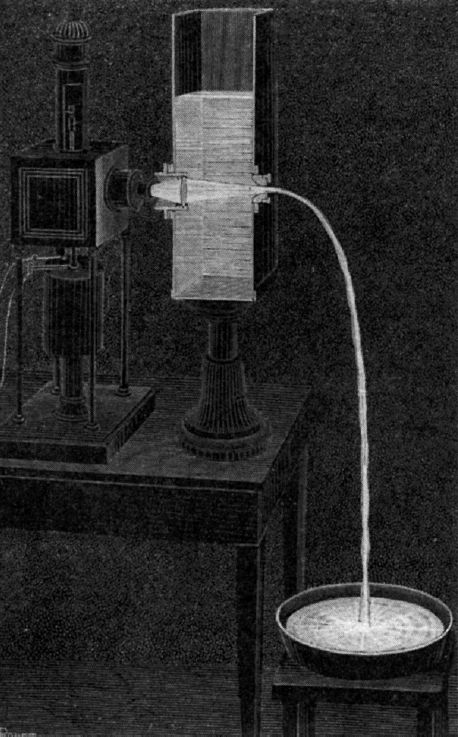
Daniel Colladon a fost primul care a descris această „fântână de lumină” sau „conductă de lumină” într-un articol din 1842 intitulat Despre reflexiile unei raze de lumină în interiorul unui flux parabolic de lichid. Această ilustrație provine dintr-un articol ulterior al lui Colladon, din 1884.

Tehnologia fibrelor optice, deși devenită omniprezentă doar în lumea modernă, este una simplă și relativ veche. Ghidarea luminii prin reflexii repetate, principiul care stă la baza fibrelor optice, a fost demonstrat pentru prima oară de Daniel Colladon și Jacques Babinet la Paris la începutul anilor 1840. John Tyndall a inclus o demonstrație a acesteia în cursurile sale publice de la Londra un deceniu mai târziu. Tyndall a scris și despre proprietatea de reflexie internă totală într-o carte introductivă despre natura luminii, în 1870: „Când lumina trece din aer în apă, raza refractată este întoarsă înspre perpendiculară... Când raza trece din apă în aer, ea este întoarsă dinspre perpendiculară... Dacă unghiul făcut de raza din apă cu perpendiculara la suprafață este mai mare de 48 de grade, raza nu va mai ieși deloc din apă: ea va fi totalmente reflectată la suprafață.... Unghiul ce marchează limita la care reflexia totală începe se numește unghi limită al mediului. Pentru apă, acest unghi este de 48°27', pentru sticlă flint, este de 38°41', iar pentru diamant, este de 23°42'."
Aplicațiile practice, cum ar fi iluminarea de aproape în stomatologie, au apărut la începutul secolului al XX-lea. Transmisia imaginii prin tuburi a fost demonstrată independent de Clarence Hansell și de pionierul televiziunii John Logie Baird în anii 1920. Principiul a fost utilizat pentru examinări medicale interne de Heinrich Lamm în deceniul imediat următor. În 1952, fizicianul Narinder Singh Kapany a efectuat experimente ce au condus la inventarea fibrei optice. Fibra optică modernă, în care fibra de sticlă este învelită cu un strat transparent pentru a-i oferi un indice de refracție mai potrivit, a apărut în același deceniu. Dezvoltarea s-a concentrat apoi pe transmiterea de imagini prin snopuri de fibră. Primul gastroscop semiflexibil cu fibră optică a fost patentat de Basil Hirschowitz, C. Wilbur Peters, și Lawrence E. Curtiss, cercetători de la Universitatea Michigan, în 1956. În procesul de dezvoltare a gastroscopului, Curtiss a produs primele fibre învelite în sticlă; fibrele optice anterioare se bazau pe aer sau pe uleiuri și diverse tipuri de ceară ca material de învelire cu indice de refracție mic.
Jun-ichi Nishizawa, un om de știință japonez de la Universitatea Tohoku, a fost primul care a propus utilizarea fibrei optice în telecomunicații în 1963. Nishizawa a inventat alte tehnologii ce au contribuit la dezvoltarea comunicațiilor prin fibră optică. Nishizawa a inventat fibra optică cu indice de refracție gradat în 1964 pentru a servi drept canal de transmisie a luminii de la laserii cu semiconductor pe distanțe lungi cu pierderi mici.
În 1965, Charles K. Kao și George A. Hockham de la compania britanică Standard Telephones and Cables (STC) au fost primii care au promovat ideea că atenuarea în fibra optică poate fi redusă sub pragul de 20 decibeli pe kilometru (dB/km), permițând utilizarea fibrelor optice ca mediu practic de telecomunicații. Ei au arătat că atenuarea din fibra optică disponibilă la acea vreme este cauzată de impurități care pot fi înlăturate, și nu de fenomene fizice fundamentale, cum ar fi împrăștierea. Această descoperire i-a adus lui Kao Premiul Nobel pentru Fizică în 2009.
Nivelul crucial de atenuare de 20 dB/km a fost atins pentru prima oară în 1970, de cercetătorii Robert D. Maurer, Donald Keck, Peter C. Schultz și Frank Zimar de la fabricantul american de sticlă Corning Glass Works, denumit astăzi Corning Incorporated. Ei au realizat o fibră cu atenuare de 17 dB/km prin doparea sticlei de silicat cu titan. Câțiva ani mai târziu, ei au produs o fibră cu doar 4 dB/km atenuare cu dioxid de germaniu ca dopant pentru miez. Asemenea atenuări mici au deschis calea comunicațiilor prin fibră optică și Internetului. În 1981, General Electric a produs longouri de cuarț ce putea fi tras în fire de fibră optică de 40 km lungime.
Atenuarea din cablurile moderne de fibră optică este cu mult mai mică decât în cablurile electrice de cupru, ducând la conexiuni de fibră optică cu distanțe între repetoare de 70–150 km. Amplificatorul de fibră optică dopată cu erbiu, care a redus costul sistemelor de comunicații prin fibră optică pe distanțe mari prin reducerea și, în multe cazuri, eliminarea totală a necesității repetoarelor optic-electric-optic, a fost dezvoltată de mai multe echipe conduse de David N. Payne de la Universitatea Southampton, și de Emmanuel Desurvire de la Laboratoarele Bell în 1986. Fibra optică mai robustă folosită astăzi se are atât miezul cât și teaca din sticlă, suferind astfel mai puțin de pe urma trecerii timpului. Ea a fost inventată de Gerhard Bernsee în 1973 la Schott AG în Germania.
În 1991, studiile în domeniul cristalelor fotonice a dus la dezvoltarea fibrei optice cu cristal fotonic care ghidează lumina prin difracție într-o structură periodică, și nu prin reflexie internă totală. Prima fibră din cristal fotonic a devenit disponibilă pe piață în 2000. Fibra din cristal fotonic poate fi proiectată să transfere putere mai multă decât fibra convențională, iar proprietățile dependente de lungimea de undă pot fi manipulate pentru a îmbunătăți performanțele fibrei în anumite aplicații.

## Aplicații

### Telecomunicații prin fibră optică
Fibra optică poate fi utilizată ca mediu de telecomunicații și rețele deoarece este flexibilă și poate fi strânsă în cabluri. Este deosebit de avantajoasă pentru comunicații pe distanțe mari, deoarece lumina se propagă prin fibră cu atenuare mică în comparație cu cablurile electrice. Aceasta permite acoperirea de distanțe mari cu doar câteva repetoare. În plus, semnalele luminoase propagate în fibră pe fiecare canal pot fi modulate la viteze de până la 111 gigabiți pe secundă. Fiecare fibră poate transmite mai multe canale independente, fiecare folosind o altă lungime de undă a luminii (multiplexare cu diviziune a lungimii de undă). Rata de transfer netă (fără octeți de overhead) este rata de transfer efectiv de date înmulțită cu numărul de canale (de regulă în număr de până la 80 pentru sistemele cu multiplexare densă în lungimea de undă la nivelul anului 2008). Recordul de transmisie prin fibră optică în laborator este deținut de Laboratoarele Bell Labs din Villarceaux, Franța, cu multiplexarea a 155 canale, fiecare de câte 100 Gbps pe o fibră de 7000 km.
Pe distanțe scurte, cum ar fi rețeaua unei clădiri, fibra optică economisește spațiu în conductele de cablu deoarece o singură fibră poate transporta mai multe date decât un singur cablu electric. Fibra este imună și la interferențele electrice; nu există cross-talk între semnalele de pe cabluri diferite și fibra optică nu culege zgomote electromagnetice din mediu. Cablurile de fibră optică nu conduc electricitate, aceasta fiind o bună soluție pentru protejarea echipamentelor de comunicații aflate în medii de înaltă tensiune cum ar fi centralele electrice, sau structurile metalice de comunicații vulnerabile la trăznet. Ele pot fi utilizate și în medii în care sunt prezente gaze inflamabile, fără pericol de explozie. Interceptarea comunicațiilor este mai dificilă prin comparație cu conexiunile electrice, și există fibre cu miez dublu concentric care fac interceptarea și mai dificilă.
Deși fibra optică se poate face din plastic transparent, sticlă, sau o combinație de cele două, fibrele optice utilizate în telecomunicații pe distanțe mari sunt întotdeauna din sticlă, din cauza atenuării optice mai mici. Atât fibrele multimodale cât și cele monomodale sunt utilizate în telecomunicații, cea multimodală fiind folosită pentru distanțe mici, de până la 550 m, iar cea monomodală la legături pe distanțe mari. Din cauza toleranțelor mai mici necesare pentru cuplarea luminii între fibrele monomodale (cu diametrul miezului de aproximativ 10 micrometri), transmițătoarele, receptoarele, amplificatoarele și alte componente monomodale sunt în general mai costisitoare decât cele multimodale.

### Senzori cu fibră optică
În unele aplicații, se folosesc senzori care sunt ei înșiși fibre optice. În alte cazuri, fibra optică este utilizată pentru a conecta un senzor cu sistemul de măsurare. În funcție de aplicație, fibra optică se poate folosi deoarece este mică, sau pentru că în punctul îndepărtat de măsurare nu există energie electrică, sau pentru că astfel se pot multiplexa mai mulți senzori pe lungimea unei singure fibre prin folosirea de lungimi de undă diferite pe fiecare senzor, sau prin detectarea întârzierii suferite de lumină la trecerea prin fiecare senzor.
Fibra optică se poate utiliza ca senzor de măsurare a tensiunii, temperaturii, presiunii și a altor cantități prin modificarea fibrei astfel încât cantitatea de măsurat să moduleze intensitatea, faza, polarizarea, lungimea de undă sau durata de trecere a luminii. Senzorii care pot varia intensitatea luminii sunt cei mai simpli, deoarece sunt necesare doar o sursă și un detector.
Senzorii extrinseci utilizează un cablu de fibră optică, în mod normal multimodal, pentru a transmite lumină modulată fie de la un senzor de alt tip, fie de la un senzor electronic conectat la un transmițător optic. Un beneficiu major al senzorilor extrinseci este abilitatea lor de a ajunge în locuri altfel inaccesibile. Un exemplu îl constituie măsurarea temperaturii din interiorul motoarelor cu reacție ale avioanelor cu ajutorul unei fibre care transmite radiații într-un pirometru aflat în afara motorului. Senzorii extrinseci pot fi utilizați în același fel pentru a măsura temperatura internă a transformatoarelor electrice, unde câmpurile electromagnetice prezente fac imposibile alte tehnici de măsurare. Senzorii extrinseci măsoară și vibrații, rotații, deplasări, viteze, accelerații, momente ale forțelor și tensiuni mecanice.

### Alte utilizări

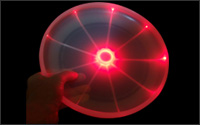
Un frisbee iluminat cu fibră optică

Fibra optică este folosită și în iluminat, ca ghid de lumină în aplicații medicale și nu numai, în care este nevoie de lumină puternică pe un punct ascuns. În unele clădiri, fibra optică este utilizată pentru a direcționa lumina solară de pe acoperiș spre alte părți ale clădirii. Iluminarea cu fibră optică este folosită și în aplicații decorative, la indicatoare, lucrări de artă și în pomi de Crăciun artificial. Magazinele Swarovski utilizează fibra optică pentru a ilumina cristalele expuse din mai multe unghiuri cu o singură sursă de lumină.
Un grup coerent de fibre se utilizează, uneori împreună cu lentile, la un dispozitiv lung și subțire de achiziționat imagini, numit endoscop, folosit pentru a vedea obiecte printr-o gaură mică. Endoscoapele medicale sunt utilizate pentru proceduri chirurgicale neinvazive (endoscopie). Endoscoapele industriale sunt utilizate la inspectarea unor puncte la care se ajunge greu, cum ar fi interioarele motoarelor cu reacție.
În spectroscopie, cablurile de fibră optică sunt utilizate pentru a transmite lumina de la un spectrometru la o substanță ce nu poate fi pusă ea însăși în spectrometru, pentru a i se analiza compoziția. Un spectrometru analizează substanțele trecând lumină prin ele și reflectând lumină din ele. Cu fibră optică, un spectrometru poate fi folosit pentru a studia obiecte prea mari pentru a încăpea în el, gaze sau reacții ce au loc în vase sub presiune.
O fibră optică dopată cu anumite elemente rare, cum ar fi erbiul se pot folosi ca mediu de amplificare pentru un laser sau amplificator optic. Fibra optică dopată cu elemente rare se poate folosi și pentru a amplifica semnale prin tăierea unei scurte secțiuni de fibră dopată și introducerea ei într-o linie de fibră obișnuită. Fibra dopată este pompată optic cu o a doua lungime de undă cuplată la linie. Lumina de ambele lungimi de undă se transmite prin fibra dopată, care transferă energie de la a doua lungime de undă la unda purtătoare de semnal. Procesul care determină amplificarea este emisia stimulată.
Fibrele optice dopate cu un deplasator de lungime de undă folosesc la colectarea luminii de la un scintilator în experimentele de fizică. Fibra optică poate oferi alimentare cu energie (aproximativ un watt) unor dispozitive electronice aflate într-un mediu electric dificil.

## Principiul de funcționare
O fibră optică este un ghid de undă dielectric cilindric ce transmite lumina de-a lungul axei sale, prin procesul de reflexie internă totală. Fibra constă dintr-un miez înconjurat de un strat de substanță (teacă). Pentru a păstra semnalul optic în miez, indicele de refracție al miezului trebuie să fie mai mare decât cel al tecii. Limita dintre miez și teacă poate fi fie abruptă, în fibra cu salt de indice, fie gradat, în fibra cu indice gradat.

### Indicele de refracție
Indicele de refracție este o măsură a vitezei luminii printr-un material. Viteza de deplasare a luminii în vid este de 300 de milioane de metri pe secundă. Indicele de refracție al unui mediu se calculează împărțind viteza luminii în vid la viteza luminii în mediul respectiv. Deci, prin definiție, indicele de refracție al vidului este 1. Valoarea tipică pentru teaca unei fibre optice este 1.46. Valoarea miezului este de regulă 1,48. Cu cât este mai mare indicele de refracție, cu atât mai încet se propagă lumina prin mediu. Semnalul din fibra optică va călători, astfel, cu o viteză de aproximativ 200 de milioane de metri pe secundă, propagându-se astfel la 1000 de kilometri distanță în decurs de 5 milisecunde. Astfel, un apel telefonic transportat pe fibră optică între Sydney și New York, pe o distanță de 12000 kilometri va avea o întârziere minimă absolută de 60 de milisecunde (o șaisprezecime de secundă) între momentul când un interlocutor vorbește și celălalt aude (desigur, ruta urmată de apel nu va fi cea mai scurtă, și în plus mai apar întârzieri din cauza comutației echipamentului de comunicație și prin procesul de codificare și decodificare a vocii).

### Reflexia internă totală
Când lumina trece printr-un mediu dens și întâlnește o limită de demarcație cu unghi abrupt (mai mare decât unghiul critic al suprafeței), lumina va fi reflectată în întregime. Efectul este folosit în fibra optică pentru a păstra lumina în miez. Lumina se deplasează prin fibră reflectându-se de o parte și de alta a limitei cu teaca. Deoarece lumina trebuie să lovească limita de demarcație la un unghi mai mare decât cel critic, doar lumina care intră în fibră într-o anumită gamă de unghiuri poate traversa fibra fără a ieși din ea. Această gamă de unghiuri se numește con de acceptanță al fibrei. Dimensiunile conului de acceptanță depind de diferența de indice de refracție între miez și teacă.
În termeni simpli, există un unghi maxim față de axa fibrei sub care lumina poate intra în fibră astfel încât să se propage prin miez. Sinusul acestui unghi maxim este deschiderea numerică a fibrei. Fibra cu deschidere numerică mare necesită mai puțină precizie la tăiere și la lucru decât cea cu deschidere mică. Fibra monomodală are deschidere numerică mică.

### Fibra multimodală

Propagarea luminii prin fibra optică multimodală.

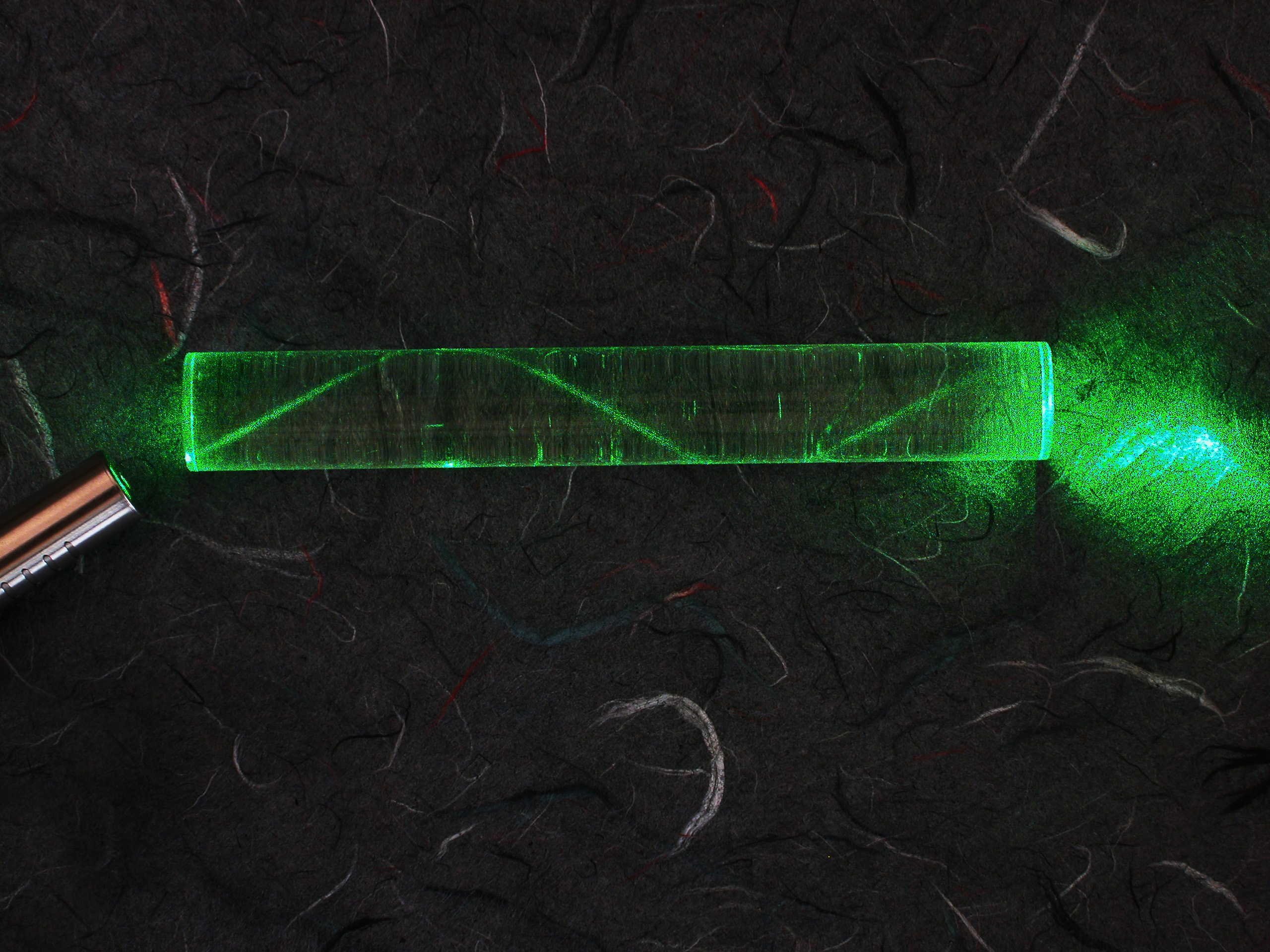
Un laser reflectându-se dintr-un baston de sticlă acrilică, ilustrând reflexia internă totală a luminii într-o fibră optică multimodală.

Fibra optică cu diametru mare al miezului (mai mare de 10 micrometri) poate fi analizată cu ajutorul opticii geometrice. Această fibră se numește fibră multimod. Într-o fibră optică multimod cu salt de indice, razele de lumină sunt conduse de-a lungul miezului fibrei prin reflexie internă totală. Razele ce ajung la suprafața de contact miez-teacă cu unghi mare (relativ la normala la suprafață), mai mare decât unghiul critic al acestei suprafețe, sunt complet reflectate. Unghiul critic (unghiul minim pentru reflexia internă totală) este determinat de diferența între indicele de refracție al miezului și cel al tecii. Razele care ajung la suprafața de separare sub un unghi mic sunt refractate din miez în teacă, și deci nu transmit lumina (și deci informația) de-a lungul fibrei. Unghiul critic determină unghiul de acceptanță al fibrei, adesea dat ca apertură numerică. O apertură numerică mare permite luminii să se propage de-a lungul fibrei atât în raze apropiate de ax, cât și în raze la diferite unghiuri. Această apertură numerică mare crește, însă, cantitatea de dispersie, întrucât razele la unghiuri diferite au drumuri optice diferite și parcurg fibra în durate de timp diferite. O apertură numerică mică ar fi, astfel, de dorit.

Tipuri de fibră optică.

În fibra cu indice gradat, indicele de refracție al miezului scade treptat de la ax la teacă. Aceasta face razele de lumină să se „îndoaie” ușor pe măsură ce se apropie de teacă, în loc să se reflecte abrupt la suprafața de contact miez-teacă. Drumurile curbate astfel reduc dispersia multicăi deoarece razele cu unghi mare trec mai mult prin zonele periferice ale miezului, cu indice de refracție mic, și nu prin centrul cu indice de refracție mare. Profilul indicelui de refracție este ales pentru a minimiza diferența de viteză de propagare a diverselor raze din fibră. Profilul ideal este foarte apropiat de o relație parabolică între indicele de refracție și distanța față de ax.

### Fibra monomodală

Structura unei fibre optice monomodale tipice.
1. Miez: 8 µm diametru
2. Teacă: 125 µm dia.
3. Tampon: 250 µm dia.
4. Înveliș: 400 µm dia.

Fibrele optice cu un diametru al miezului mai mic decât de zece ori lungimea de undă a luminii propagate nu pot fi modelate cu ajutorul opticii geometrice. Trebuie, în schimb, să se analizeze structura sa electromagnetică, prin rezolvarea ecuațiilor lui Maxwell reduse la ecuația undei electromagnetice. Analiza electromagnetică ar putea fi necesară și pentru a înțelege comportamente ce au loc atunci când lumina coerentă se propagă printr-o fibră multimodală. Ca ghid de undă optică, fibra suportă unul sau mai multe moduri de traversare prin care lumina se poate propaga prin fibră. Fibra ce susține doar un mod se numește fibră monomodală sau monomod. Comportamentul fibrei multimodale poate fi și el modelat cu ajutorul ecuației undei electromagnetice, ceea ce arată că o astfel de fibră suportă mai multe moduri de propagare. Rezultatul modelării fibrelor multimodale cu optică electromagnetică se apropie de predicțiile opticii geometrice, dacă fibra este suficient de mare și suportă un număr mare de moduri.
Analiza ghidului de undă arată că energia luminii în fibră nu este complet păstrată în miez. În schimb, mai ales la fibra monomodală, o fracțiune semnificativă de energie se transferă tecii sub formă de unde evanescente.
Cel mai frecvent folosit tip de fibră monomodală are un diametru al miezului de 8–10 micrometri și este gândit pentru a fi utilizat la lungimi de undă vizibile apropiate de infraroșu. Structura modului depinde de lungimea de undă a luminii folosite, astfel că această fibră suportă de fapt un număr mic de moduri adiționale la lungimi de undă vizibile. Fibra multimodală, prin comparație, este produsă cu diametru al miezului de la 50 micrometri până la câteva sute de micrometri. Frecvența normalizată V pentru această fibră ar trebui să fie mai mică decât primul zero al funcției Bessel J0 (aproximativ 2,405).

### Fibre optice speciale
Se produc și unele fibre optice speciale cu miez necilindric sau/și cu teacă necilindrică, de regulă cu secțiune transversală eliptică sau dreptunghiulară. Aceste fibre sunt proiectate astfel pentru a păstra polarizarea luminii, de exemplu.
Fibra din cristal fotonic este realizată cu un șablon regulat de variație a indicelui de refracție (adesea în formă de găuri cilindrice care merg de-a lungul lungimii fibrei). Astfel de fibre folosesc efectele de difracție în loc de (sau pe lângă) reflexia internă totală, pentru a păstra lumina în miezul fibrei. Proprietățile fibrei pot fi modificate într-o varietate largă de aplicații.

## Mecanisme de atenuare

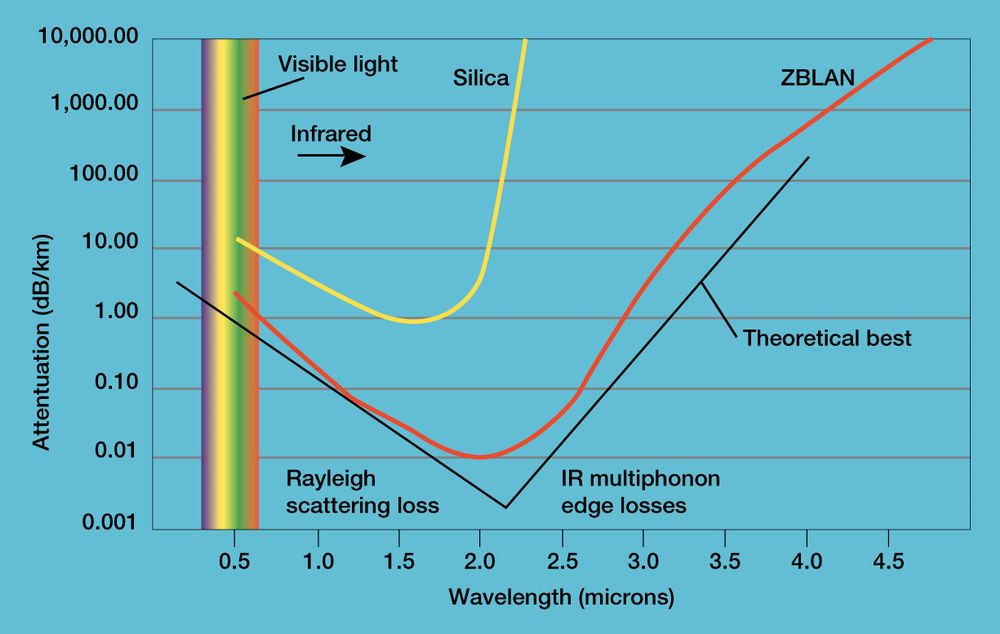
Atenuarea luminii cu ZBLAN și fibre din silicat

Atenuarea în fibra optică, denumită și pierdere de transmisie, reprezintă reducerea de intensitate a razei de lumină în raport cu distanța parcursă printr-un mediu de transmisie. Coeficienții de atenuare utilizează în general ca unitate dB/km din cauza calității relativ mari a transparenței mediilor optice moderne. Mediul este de regulă o fibră din sticlă de silicat care păstrează raza de lumină incidentă în interior. Atenuarea este un factor important de limitare a transmisiei unui semnal pe distanțe mari. Astfel, s-au făcut numeroase cercetări atât pentru limitarea atenuării, cât și pentru maximizarea amplificării semnalului optic.
Atenuarea este cauzată în primul rând de împrăștiere și absorbție.

### Împrăștierea luminii

Reflexie speculară

Reflexie difuză

Propagarea luminii prin miezul unei fibre optice se bazează pe reflexia internă totală a undei de lumină. Suprafețele neregulate, chiar și la nivel molecular, pot reflecta razele de lumină în direcții aleatoare. Aceasta se numește reflexie difuză sau împrăștiere, și este caracterizată de regulă de o mare varietate de unghiuri de reflexie.
Împrăștierea luminii depinde de lungimea de undă a luminii împrăștiate. Astfel apar limite ale scării de vizibilitate, în funcție de frecvența undei incidente și de dimensiunea fizică a centrului de împrăștiere, care este de regulă o trăsătură microstructurală specifică. Întrucât lumina vizibilă are o lungime de undă de ordinul sutelor de nanometri și micronilor, centrele de împrăștiere vor avea dimensiuni similare.
Astfel, atenuarea provine din împrăștierea incoerentă a luminii pe suprafețele de contact interne. În materiale (poli)cristaline cum ar fi metalele sau ceramica, pe lângă pori, majoritatea suprafețelor interne sunt de forma limitelor intergranulare care separă regiuni mici de cristal. Dacă dimensiunea centrului de împrăștiere se reduce sub dimensiunea lungimii de undă, împrăștierea nu mai are o amploare semnificativă. Acest fenomen a dat naștere producției de materiale ceramice transparente.
Similar, împrăștierea luminii în fibră de sticlă este cauzată de neregularitățile la nivel molecular ale structurii sticlei. Sticla este văzută de unii fizicieni ca un simplu caz-limită de solid policristalin. În acest context, „domenii” ce prezintă diverse grade de ordine pe scară redusă devin blocurile de construcție ale metalelor și aliajelor, precum și sticlei și ceramicii. Există defecte microstructurale distribuite printre și în cadrul acestor domenii, defecte ce furnizează majoritatea punctelor ideale pentru apariția împrăștierii luminii. Același fenomen se observă ca factor limitator al transparenței domurilor de rachete cu infraroșii.
La puteri optice mari, împrăștierea poate fi cauzată și de procesele optice neliniare din fibră.

### Absorbția razelor ultraviolete, vizibile și infraroșii
Pe lângă împrăștierea luminii, atenuarea poate apărea și din cauza absorbției selective a anumitor lungimi de undă, într-o manieră similară cu cea răspunzătoare pentru apariția culorilor obiectelor:
1) La nivel electronic, depinde dacă orbitalii electronilor sunt spațiați de așa natură încât să poată absorbi o cuantă de lumină de o anumită lungime de undă în spectrul ultraviolet sau vizibil. Aceasta dă naștere la proprietatea de culoare.
2) La nivel atomic sau molecular, depinde de frecvențele de vibrație moleculară sau de legăturile chimice, de cât de apropiați sunt atomii între ei și moleculele între ele și dacă atomii sau moleculele prezintă ordine pe scară mare. Acești factori vor determina capacitatea materialului de a transmite lungimi de undă mai mari (în spectrul infraroșu, radio și cel al microundelor).
Designul oricărui dispozitiv transparent impune alegerea materialelor pe baza cunoașterii proprietăților și limitărilor lor. Caracteristicile de absorbție ale structurilor cristaline observate în regiunile de joasă frecvență (infraroșu mediu spre infraroșu îndepărtat) definesc limita de transparență la lungime mare de undă a materialului. Aceste caracteristici sunt rezultatul cuplărilor interactive dintre mișcarea vibrațiilor termice ale atomilor constituenți și moleculelor structurii solidului și radiației luminoase incidente. Astfel, toate materialele sunt limitate de regiuni de absorbție cauzate de vibrațiile moleculare și atomice din infraroșul îndepărtat (λ>10 µm).

Modurile normale de vibrație într-un solid cristalin.

Astfel, absorbția multifoton are loc când doi sau mai mulți fotoni interacționează simultan pentru a produce momente de dipol electric cu care radiația incidentă se poate cupla. Acești dipoli pot absorbi energie din radiația incidentă, ajungând la o cuplare maximă cu radiația atunci când frecvența este egală cu modul fundamental de oscilație al dipolului molecular (ca în cazul legăturii Si-O) din infraroșul îndepărtat, sau cu una dintre armonicele sale.
Absorbția selectivă de lumină infraroșie de către un anume material are loc deoarece frecvența aleasă pentru razele de lumină este aceeași frecvență (sau un multiplu întreg al frecvenței) la care vibrează particulele acelui material. Întrucât atomi și molecule diferite au frecvențe naturale de vibrație diferite, toate vor absorbi selectiv frecvențe diferite (sau porțiuni diferite de spectru) de lumină infraroșie.
Reflexia și transmisia undelor de lumină au loc pentru că frecvențele undelor de lumină nu sunt frecvențele naturale de rezonanță ale obiectelor. Când lumina infraroșie la aceste frecvențe lovește un obiect, energia este fie reflectată, fie transmisă.